# Les Falaises à Étretat
Les Falaises à Étretat est un tableau réalisé par le peintre impressionniste Claude Monet en 1885.

## Autres tableaux de Monet sur le même sujet
| Tableau | Titre                                                       | Date      | Dimensions     | Lieu d’exposition                          |
| ------- | ----------------------------------------------------------- | --------- | -------------- | ------------------------------------------ |
|         | Soleil couchant à Etretat                                   | 1883      | 61 x 82 cm     | Raleigh, North Carolina Museum of Art      |
|         | Soleil couchant à Etretat                                   | 1883      | 66 × 81 cm     | Musée des Beaux-Arts de Nancy              |
|         | Mer agitée à Étretat                                        | 1883      | 81 × 100 cm    | Musée des Beaux-Arts de Lyon               |
|         | Falaise et Porte d'Aval par gros temps                      | 1883      | 73 × 100 cm    | Musée de l'Abbaye de Montserrat, Catalogne |
|         | La Manneporte (Etretat)                                     | 1883      | 75 × 103 cm    | Collection de Mrs. Edward Hulton           |
|         | Aiguille et Porte d’Aval, Etretat - soleil couchant         | 1883-1885 |                | Collection privée, vente Sotheby's         |
|         | La Manneporte (Etretat)                                     | 1883      | 65 × 81 cm     | Metropolitan Museum of Art , New York      |
|         | Étretat, la Manneporte, reflets sur l'eau                   | 1885      | 65,5 × 81,5 cm | Musée des beaux-arts de Caen               |
|         | La Manne-Porte, Étretat                                     | 1885      |                | Philadelphia Museum of Art                 |
|         | La Falaise d'Aval, Étretat                                  | 1885      | 65 × 92 cm     | Musée d'Israël (Jérusalem)                 |
|         | L'Aiguille vue à travers la Porte d'Aval (W1049)            | 1885      | 65 × 92 cm     | Musée des beaux-arts du Canada, Ottawa     |
|         | Étretat, la Porte d'Aval : bateaux de pêche sortant du port | 1885      | 50 × 37 cm     | Musée des Beaux-Arts de Dijon              |
|         | Climat pluvieux, Etretat                                    | 1886      | 73 × 60 cm     | Nasjonalgalleriet, Oslo                    |
|         | Falaises d'Etretat                                          | 1886      | 74 × 53 cm     | Musée Pouchkine, Moscou                    |
|         | La Manneporte près d'Etretat                                | 1886      | 81 × 65 cm     | Metropolitan Museum of Art , New York      |